# Streckstövlus
Streckstövlus (Lepinotus patruelis) är en insektsart som beskrevs av John Victor Pearman 1931. Streckstövlus ingår i släktet Lepinotus och familjen stumpvingestövlöss. Arten är reproducerande i Sverige. Inga underarter finns listade i Catalogue of Life.